# El Encierro
El Encierro är en ort i Mexiko.   Den ligger i kommunen San Pedro Pochutla och delstaten Oaxaca, i den sydöstra delen av landet, 500 km sydost om huvudstaden Mexico City. El Encierro ligger 245 meter över havet och antalet invånare är 172.
Terrängen runt El Encierro är kuperad åt nordväst, men åt sydost är den platt. Runt El Encierro är det ganska tätbefolkat, med 86 invånare per kvadratkilometer. Närmaste större samhälle är San Pedro Pochutla, 12,5 km sydväst om El Encierro. I omgivningarna runt El Encierro växer huvudsakligen savannskog.